# Quercus afares
Quercus afares là một loài thực vật có hoa trong họ Cử. Loài này được Pomel miêu tả khoa học đầu tiên năm 1875.